# Laura Angel
Laura Angel (16 ottobre 1974) è un'ex attrice pornografica, regista e fotomodella ceca.

## Biografia
Laura Angel parla fluentemente diverse lingue: inglese, francese, tedesco, ceco e slovacco.
Il suo debutto nel porno avvenne nel 1998 e da allora ha recitato in più di cento film. Inoltre ha lavorato come cantante in diverse produzioni eurodance.
Nel 2002 prosegue la carriera anche nel ruolo di regista nella serie Angelmania, dove dirigeva giovani ragazze alle prime esperienze con il mondo della pornografia.
Nel 2003, dopo essersi sposata, si ritira dalle scene e si trasferisce a vita privata in Francia.

## Filmografia

### Attrice
- 00Sex: Es ist niemals zu spat (1998)
- Anal Party Girls (1998)
- Bologna una serata libidinosa (1998)
- Debauchery 1 (1998)
- Der junge Casanova (1998)
- Dirty Days 6 (1998)
- Dr. F. Otze 4 (1998)
- Dr. F. Otze 6 (1998)
- Euro Angels 12: Probing Prague (1998)
- Intrigo a Cortina (1998)
- Jeannie 1 (1998)
- Luxus Huren (1998)
- Night Life in Prague (1998)
- Oversexed Video Magazine 2 (1998)
- Pirate Deluxe 1: Xtreme Desires (1998)
- Pirate Video 12: Hells Belles (1998)
- Private Triple X Files 11: Jennifer (1998)
- Rocco Ravishes Prague 1 (1998)
- Silvia's Spell 1 (1998)
- Silvia's Spell 2 (1998)
- Silvia's Spell 3 (1998)
- Teeny Exzesse 55: Bizarre Visionen (1998)
- Valentino's Sexual Reality 2 (1998)
- Wild 'n Wet (1998)
- Arabic Connection (1999)
- Babewatch 3 (1999)
- Bose Madchen 15 (1999)
- Braut (1999)
- Cacciatori di Taglie (1999)
- Carovana della Violenza (1999)
- Cronaca di un omicidio (1999)
- Dangerous Woman (1999)
- Das kleine Arschloch 2 (1999)
- Diabolische Geschwister (1999)
- Donne gatto - Ladre di sesso (1999)
- Engel von Afrika (1999)
- Euro Angels 13: Fun Funnels (1999)
- Euro Angels Hardball 3: Anal Therapy (1999)
- Ferkel 2 (1999)
- Festival (1999)
- Fucking In Europe (1999)
- Inferno (1999)
- Lingerie (1999)
- Machos (1999)
- Max World 19: Cities On Flame (1999)
- Please 4: It's A Dog's Life (1999)
- Private XXX 6 (1999)
- Rio Lust (1999)
- Rocco's True Anal Stories 5 (1999)
- Schiava del Piacere (1999)
- Schizzi a parte (1999)
- Sex Shot (1999)
- Sexy Model 3 (1999)
- Superstition (1999)
- Tease (1999)
- Tiranno (1999)
- Trevi Voyeur (1999)
- Weltklasse Arsche 1 (1999)
- Weltklasse Arsche 2 (1999)
- World Sex Tour 18 (1999)
- Affari di Famiglia (2000)
- Arsenio Lupin (2000)
- Ball Buster (2000)
- Bambola (2000)
- Banda del Sabato Sera (2000)
- Buttman's Anal Show 2 (2000)
- Challenge (2000)
- Collezione privata (2000)
- Confine (2000)
- Czech Xtreme 1 (2000)
- Dirty Deals (2000)
- Doom Fighter 1: Trip to Zolt's World (2000)
- Doom Fighter 2: Apoteosi Finale (2000)
- Double Decker (2000)
- Euro Anal Sluts 1 (2000)
- Feticismo (2000)
- Gothix (2000)
- Hayride Honeys (2000)
- Italian Flair (2000)
- K.K.K.: Storie violente dell'America di ieri (2000)
- Liebesgrusse aus Mallorca (2000)
- Mafia's Revenge (2000)
- Manuela: Il Mistero Della Perversione (2000)
- Millennium Sex (2000)
- Napoli (2000)
- Netmeeting (2000)
- Onora il padre (2000)
- Polizia Ringrazia (2000)
- Private Castings X 25 (2000)
- Private XXX 12: Sex, Lust And Video-tapes (2000)
- Rocco's Best Butt Fucks 1 (2000)
- Serena la Camionista (2000)
- Stavros 2 (2000)
- Thighs Wide Shut (2000)
- Weekend Molto Libidinoso (2000)
- Ass Wide Shut (2001)
- Car Napping (2001)
- Cumshot De Luxe 2 (2001)
- Entrapment of the Mind (2001)
- Excitant Eye Shot (2001)
- G-Man Tempesta Perfetta (2001)
- Impulse (2001)
- Labyrinth of the Senses (2001)
- Lola e il Professore (2001)
- Max 2 (2001)
- Night Shock (2001)
- Over Anal-yzed (2001)
- Perfidia - Pretty Lady (2001)
- Private Life of Nikki Anderson (2001)
- Private Life of Silvia Saint (2001)
- Probing Prague (2001)
- Pulp (2001)
- Puttane di Parigi (2001)
- Regina della Notte (2001)
- Rocco's Reverse Gang Bang 1 (2001)
- Roma (2001)
- Angelmania 1 (2002)
- Angelmania 2 (2002)
- Emotion (2002)
- Hypnotic Games (2002)
- Private Gold 52: China Box (2002)
- Top Models à louer (2002)
- Verdammt zur Sunde (2002)
- Vita in Vendita (2002)
- Angelmania 3 (2003)
- Angelmania 4 (2003)
- Call Girls Deluxe (2003)
- Cleopatra 1 (2003)
- Cleopatra 2: Legend Of Eros (2003)
- Contacts (2003)
- Paparazzi Scandal (2003)
- Private Life of Laura Angel (2003)
- Rocco and Kelly's Perversion in Paris (2003)
- Rocco's Hardest Scenes (2003)
- Seduced and Abandoned (2003)
- Settimo Paradiso (2003)
- Sexual Analysis (2003)
- Venere in Pelliccia (2003)
- Virginie (2003)
- Anal Aliens (2004)
- Angelmania 5 (2004)
- Best by Private 59: Cum Suckers (2004)
- Haulin' Ass (2004)
- Private Life of Kate More (2004)
- Private: Best of the Best, 1997-2002 (2004)
- You've Got Anal (2004)
- Private Life of Sandy Style (2005)
- Private XXX 20: Angels of Sin (2005)
- Male Is In The Czech (2006)
- MMV Mega Stars (2007)

### Regista
- Angelmania 1 (2002)
- Angelmania 2 (2002)
- Angelmania 3 (2003)
- Angelmania 4 (2003)
- Angelmania 5 (2004)

## Riconoscimenti
- FICEB
  - 2000 – Miglior attrice
  - 2003 – Miglior attrice

- Hot d'or
  - 2000 – Miglior attrice straniera

- Venus Awards
  - 2003 – Migliore nuova starlet (Europa)